# Gregor Bermbach
Gregor Bermbach est un bobeur allemand, né le 17 février 1981.

## Palmarès

### Championnats monde
- : médaillé d'argent en bob à 4 aux championnats monde de 2011 et 2016.
- : médaillé d'argent en équipe mixte aux championnats monde de 2015.

### Coupe du monde
- 14 podiums  : 
  - en bob à 2 : 1 victoire et 1 deuxième place.
  - en bob à 4 : 3 victoires, 6 deuxièmes places et 3 troisièmes places.
- 2 podiums par équipes :  1 victoire et 1 deuxième place.

#### Détails des victoires en Coupe du monde
| Édition   | Bob à 2 | Bob à 4             |
| 2008-2009 |         | Altenberg Königssee |
| 2010-2011 | Calgary |                     |
| 2015-2016 |         | Königssee           |